# Алі I ібн Мухаммад
Алі I ібн Мухаммад ібн Ідріс (араб. علي بن محمد بن إدريس; 827–848) — 4-й імам і емір держави Ідрісидів у Магрибі в 836—848 роках. Повне ім'я — Алі Гайдар ібн Мухаммад ібн Ідріс ібн Ідріс I ібн Абдуллах аль-Каміл ібн аль-Хасан аль-Мутанна ібн аль-Хасан ібе Алі бен Абу Таліб.

## Життєпис
Син імама і султана Мухаммада I та Рукаї бент Ісмаїл. Народився у 827 році в Фесі. Після смерті батька у 836 році спадкував трон. У своїй політиці спирався на знать берберського племені авраба. Зумів зміцнити державу та відновити централізоване управління. Також сприяв розвитку ремесл та транссахарській торгівлі.
Помер у 848 році. Йому спадкував брат Ях'я I.